# Philiris moluccana
Philiris moluccana är en fjärilsart som beskrevs av Tite 1963. Philiris moluccana ingår i släktet Philiris och familjen juvelvingar. Inga underarter finns listade i Catalogue of Life.